# Colby Slater
Colby Edmund Slater (ur. 30 kwietnia 1896 w Berkeley, zm. 30 stycznia 1965 w Clarksburgu) – amerykański sportowiec, olimpijczyk, zdobywca złotego medalu w turnieju rugby union na Letnich Igrzyskach Olimpijskich w 1924 roku w Paryżu.

## Życiorys
Był synem Louise, córki irlandzkiej emigrantki, i pochodzącego z Szetlandów Johna, kapitana żeglugi wielkiej. Miał trójkę rodzeństwa – Marguerite, Jamesa Herberta oraz Normana, również złotego medalistę olimpijskiego. Uczęszczał do Berkeley High School, którego zespół rugby poprowadził do sukcesów na arenie hrabstwa, regionu i stanu. W 1914 roku rozpoczął studia na Uniwersytecie Kalifornijskim w Davis –  występował w barwach UC Davis Aggies w rugby, futbolu amerykańskim, koszykówce i baseballu, udzielał się też w organizacjach studenckich.
Slater ukończył studia w maju 1917 roku, w czerwcu zgłosił się do poboru, w armii znalazł się trzy miesiące później, a w listopadzie otrzymał rangę kaprala. Na wiosnę 1918 roku odbył intensywne szkolenie w Forcie Lewis, do Europy dotarł zaś w połowie lipca. Służył w oddziale medycznym, z którym do końca wojny stacjonował we Francji i Belgii. Dopiero w kwietniu 1919 roku mógł powrócić do USA, a oficjalnie służbę wojskową zakończył w maju tego roku. Osiedlił się wówczas w Woodland, gdzie zajmował się hodowlą zwierząt oraz graniem i trenowaniem futbolowych i koszykarskich zespołów miejscowej placówki American Legion.
W 1920 roku udał się do Europy z reprezentacją Stanów Zjednoczonych w rugby union. Choć nie wystąpił podczas zawodów olimpijskich, przeciwko Francuzom stanął jednak 10 października 1920 roku. Do kadry został też wytypowany cztery lata później i zagrał w turnieju rugby union na Letnich Igrzyskach Olimpijskich 1924. Wystąpił w jednym meczu tych zawodów – 18 maja Amerykanie pokonali na Stade de Colombes Francuzów 17–3. Wygrywając oba pojedynki Amerykanie zwyciężyli w turnieju zdobywając tym samym złote medale igrzysk.
Około 1927 roku przeprowadził się do Clarksburga, gdzie zakupił ziemię uprawną. Farmę prowadził przez blisko trzydzieści lat, a pomagał mu w tym jego brat, Norman. Obaj w 1947 roku byli inicjatorami powstania miejscowej straży pożarnej, angażował się także w lokalne inicjatywy farmerskie oraz był czynny w organizacji absolwentów swojej uczelni.

## Varia
- Z poślubioną w 1932 roku Virginią Cave miał urodzoną rok później córkę, Marilyn[4].
- Został przyjęty do Hali Sław Berkeley High School[12], Woodland[4] i UC Davis Aggies[13], a wraz z pozostałymi amerykańskimi złotymi medalistami w rugby union został w 2012 roku przyjęty do IRB Hall of Fame[14].
- Na jego cześć nazwano nagrody dla najlepszego sportowca Uniwersytetu Kalifornijskiego w Davis[4][15] oraz uniwersyteckiego zespołu rugby[16].
- Jest jednym z dwóch, obok Rudy’ego Scholza, głównych bohaterów książki Marka Ryana For the glory: two Olympics, two wars, two heroes (ISBN 1-906779-25-2)[17].